# Leonor de La Guerra
Leonor de la Guerra es considerada heroína de Venezuela, desde muy joven siempre apoyó la causa independentista, al igual que su padre, y es recordada por su acto de rebeldía ante las fuerzas reales, cuando decidió colocarse una cinta azul en el cabello, el cual era el símbolo utilizado por las fuerzas independentistas, dejándose ver a la luz pública, lo cual le costó la vida.

## Historia
Hija de Luis Beltrán de la Guerra, regidor, procurador y depositario del Cabildo de Cumaná en "1765", alférez mayor en "1768" y fiel ejecutor en "1775". Su madre fue Rosa Antonia Ramírez Valderrín, quién era hija del "alférez" real Juan Dionisio Ramírez y de Leonor de Valderrín. Sus hermanos fueron Luis de la Guerra Vega Ramírez, regidor y fiel ejecutor en "1802" y Salvador de la Guerra, su otro hermano se llamó Vega Ramírez. Desde muy joven Leonor sintió simpatías por la "independencia de Venezuela causa independentista". En su ciudad natal contrajo nupcias con José Tinedo de quien tuvo una hija llamada Francisca Antonia.
En "1816", el coronel Juan Aldama, jefe y gobernador interino de la "provincia de Cumaná" enardecido por los triunfos de "Gregor McGregor" en las batallas de Quebrada Honda, Alacrán y Juncal, descarga su ira en Leonor Guerra quien osadamente se había asomado a la ventana con una cinta azul, símbolo que adoptaron los patriotas como divisa política. Leonor fue citada y se encontró frente al gobernador Aldama, siendo víctima de insultos, fue amenazada con ser torturada, lo cual sin embargo no hizo que abjurara de sus convicciones políticas, ni que revelará quién más apoyaba la causa independentista.

## Causa de muerte
Fue sentenciada a ir por las calles, montada en un burro enjalmado, mientras recibía 200 azotes, por[insurgente]. En cada esquina se le amonestaría, y se le pediría que revelara los nombres de quienes pensaban igual que ella, a lo cual ella siempre respondía "¡Viva la Patria, mueran los tiranos!", Leonor se desmayó y fue llevada a su casa. Afectada por la ofensa sufrida, se negó a ingerir alimentos y recibir asistencia médica, muriendo el mismo año por [inanicion]. y fue distribuida con sí misma